# Línea 757 (Suburbanos Canelones)
La línea P757 de la red de transporte  suburbano del Sistema de Transporte Metropolitano une la Ciudad de la Costa con la ciudad de Las Piedras.

## Creación
En sus inicios, la línea P757 unía la ciudad de Pando con Progreso, aunque posteriormente se crearía un ramal de dicha línea, entre El Pinar y Villa García, precisamente la Terminal Zonamerica ubicada en el complejo homónimo. Posteriormente dicho destino se convertiría en una línea independiente, y desde 2019 su recorrido se extendió hasta la ciudad de Las Piedras, siendo la única línea en conectar de forma rápida, la Ciudad de la Costa, con los barrios de Montevideo, Villa García, Manga, Colón y el pueblo Abayuba, con las ciudades canarias de La Paz y Las Piedras.
En el caso del ramal Suárez - Pando, el mismo pasó a denominarse como línea P757 consolidándose como una línea urbana - departamental de Canelones.

## Lugares de interés
- Shopping Las Piedras
- Terminal Colón
- Zonamerica
- Facultad de Veterinaria
- Estadio Campeón del Siglo
- Aeropuerto Internacional de Carrasco
- Centro Comercial Parque Roosevelt
- Costa Urbana Shopping

## Zonas
Circula por los barrios Pinar, Solymar, Shangrila, San José de Carrasco y Barra de Carrasco de la Ciudad de la Costa, así como las ciudades Líber Seregni, La Paz y Las Piedras del departamento de Canelones. En el caso de Montevideo, circula por los barrios Villa García, Manga, Toledo Chico, Peñarol, Colón y el pueblo Abayubá.